# Еталон (Француска)
Еталон (фр. Etalon) насеље је и општина у североисточној Француској у региону Пикардија, у департману Сома која припада префектури Мондидје.
По подацима из 2011. године у општини је живело 135 становника, а густина насељености је износила 29,61 становника/km². Општина се простире на површини од 4,56 km². Налази се на средњој надморској висини од метара (максималној 89 m, а минималној 62 m).

## Демографија
| 1962. | 1968. | 1975. | 1982. | 1990. | 1999. | 2011. |
| ----- | ----- | ----- | ----- | ----- | ----- | ----- |
| 172   | 127   | 107   | 104   | 116   | 112   | 135   |

График промене броја становника у току последњих година